# Fecola di patate

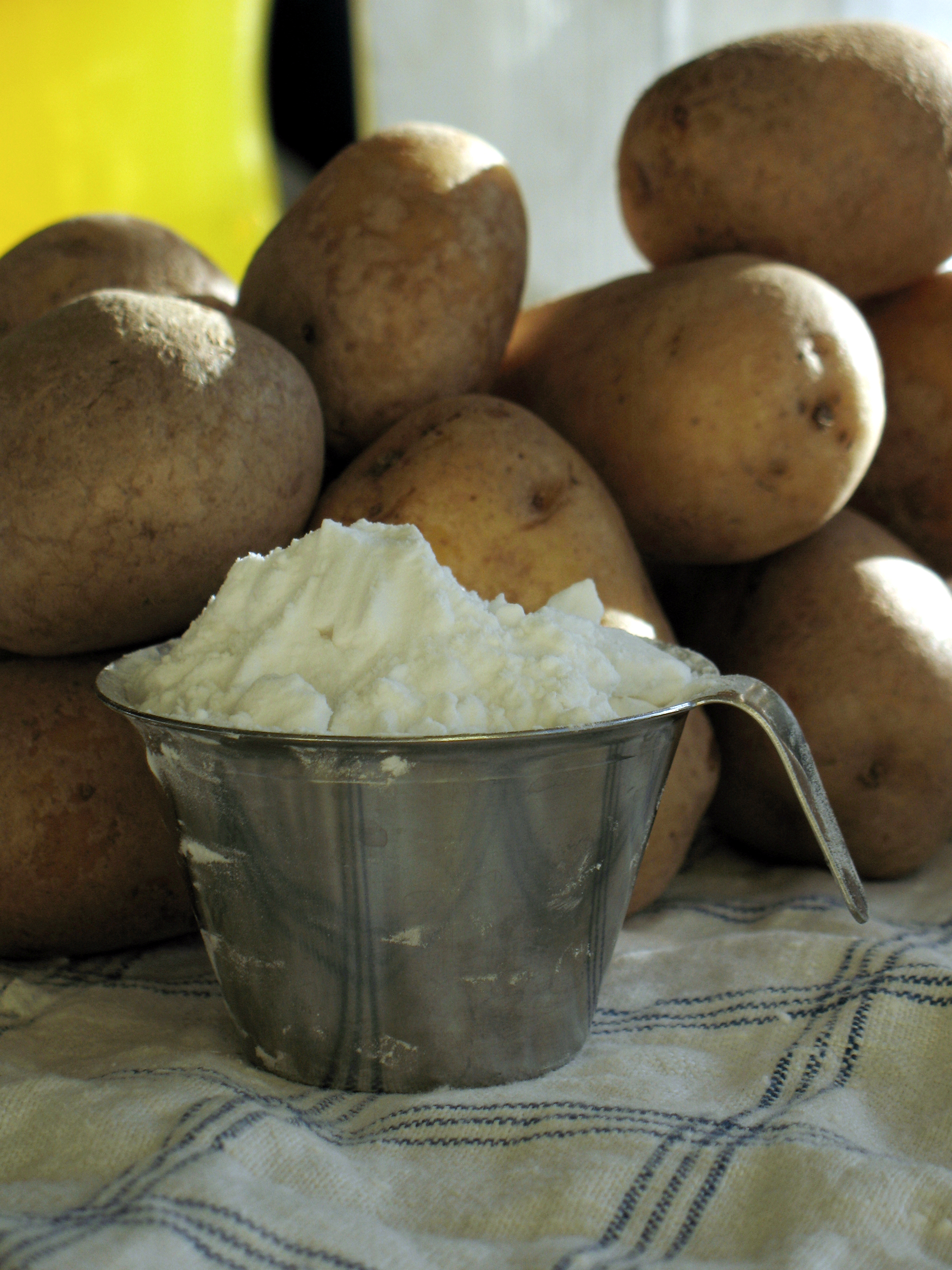
Fecola di patate

La fecola di patata è l'amido estratto dai tuberi della pianta della patata. Le patate vengono schiacciate, liberando così i granuli di amido (amiloplasti). L'amido viene successivamente lavato ed essiccato assumendo l'aspetto di una polvere bianca.

## Utilizzo in cucina
Essendo totalmente inodore e particolarmente leggera è usata come addensante per creme e nella pasticceria in generale. Trova applicazione, ad esempio, nella preparazione di torte e altri dolci da forno che contribuisce a rendere soffici.
Deve essere conservata in un luogo particolarmente asciutto per preservarne le caratteristiche.

## Altri usi
La fecola di patate è stata utilizzata in una delle prime tecniche di fotografia a colori, l'autocromia, brevettata dai fratelli Lumiere nel 1903 e commercializzata nel 1907.
L'industria la utilizza per produrre glucosio, alcol ed esplosivi.

## Proprietà
Se mescolata all'acqua, dà origine a un fluido non newtoniano, che aumenta notevolmente la propria viscosità se sottoposto a una forza sufficiente, comportandosi in maniera simile a un solido. È sufficiente provare: in un bicchiere, mettere 34% di acqua e 66% di fecola di patate, mescolare bene. Provare a immergere un dito lentamente, poi dando un colpo forte: è impossibile muovere o immergere il dito.